# زيزفون أمريكي
زيزفون أمريكي هو نوع من الأشجار في الفصيلة الخبازية، موطنه شرق أمريكا الشمالية، من جنوب شرق منتوبة شرقًا إلى بُرُنزوِك الجديدة، ومن الجنوب الغربي إلى شمال شرق أُكلهومة، ومن الجنوب الشرقي إلى كرولينة الجنوبية، وغربًا إلى مقاطعة شِرّي. هو الممثل الوحيد لجنسه في نصف الكرة الغربي.